# Lac Azul (Chubut)
Pour les articles homonymes, voir Lac Azul.
Le lac Azul est un lac andin d'origine glaciaire situé en Argentine et au Chili, en Patagonie.  

## Géographie
Du côté argentin, le lac Azul est situé à l'ouest de la province de Chubut, dans le département de Tehuelches. La partie chilienne se trouve au nord de la région Aisén del General Carlos Ibáñez del Campo. Il se trouve à une quinzaine de kilomètres au sud-est du lac Pico Numero Dos. 
Le lac a une forme plus ou moins rectangulaire, allongée du nord au sud. La partie sud se trouve en territoire chilien. La frontière argentino-chilienne présente une direction est-ouest à cet endroit.
Le lac est entouré d'une belle forêt de type andino-patagonique, en bon état de conservation. Il est d'accès difficile et donc peu visité, ce qui contribue au bon état du milieu ambiant.
Il ne faut pas le confondre avec le homonyme situé lui aussi en Patagonie argentine, mais en province de Neuquén, dans le cerro Chapelco au sud-est de San Martín de los Andes.

## Émissaire
Son émissaire, l'arroyo Shaman, prend naissance au niveau de sa rive orientale et se dirige en territoire argentin, globalement vers l'est. Il conflue en rive droite avec l’arroyo Apaleg, lui-même affluent en rive droite de l’arroyo Genoa. Ce dernier enfin se jette en rive gauche dans le río Senguerr. Le lac Azul fait donc partie du bassin endoréique de ce dernier.